# Temelucha kanensis
Temelucha kanensis är en stekelart som beskrevs av Dasch 1979. Temelucha kanensis ingår i släktet Temelucha och familjen brokparasitsteklar. Inga underarter finns listade i Catalogue of Life.